# Magyar Távirati Iroda
A Magyar Távirati Iroda (rövidítve: MTI) magyar állami hírügynökségként működött 1880 és 2015 között. Fő feladata a sajtó friss hírekkel történő ellátása volt. Elnökét a miniszterelnök javaslatára a köztársasági elnök nevezte ki.
2015. július 1-jén a hírügynökség Duna Médiaszolgáltató Nonprofit Zrt. néven egyesült a  Magyar Televízióval, a Duna Televízióval és a Magyar Rádióval. Az MTI Igazgatóság üzemelteti tovább a korábbi hírügynökségi sajtószolgálatatásokat.

## Története

### 1880–1920
Két országgyűlési gyorsíró, Maszák Hugó és Egyesy Géza 1880. november 23-án beadvánnyal fordult Tisza Kálmán miniszterelnökhöz, amelyben távirataik számára díjmentességet kértek hírügynökségük felállítása érdekében. A magyar kormány 1880. december 28-i ülésén a kérés teljesítéséhez hozzájárult. Az uralkodó, Ferenc József a jegyzőkönyvet 1881 januárjában látta el kézjegyével. Az iroda tevékenységét márciusában kezdte meg.
Bánffy Dezső miniszterelnök 1898 júliusában Radó Sámuel újságírót bízta meg a Magyar Távirati Iroda vezetésével. Radó – kinevezésének birtokában – megállapodott Maszák Hugóval és Egyesy Gézával az MTI megvételéről, melyre 1898. augusztus 1-jén került sor. Radó több mint 20 évig vezette az MTI-t.
1918. november 6-án, az őszirózsás forradalom győzelme után az új Károlyi-kormány állami tulajdonba vette a Magyar Távirati Irodát. Az MTI a magyar proletárdiktatúra, az 1919. március 21-én kikiáltott Tanácsköztársaság hivatalos hírügynöksége lett.
A Tanácsköztársaság bukása után egy évvel, 1920. augusztus 17-én Teleki Pál miniszterelnök a változatlanul állami tulajdonban lévő Magyar Távirati Iroda vezetésével Kozma Miklós századost bízta meg.

### 1921–1945

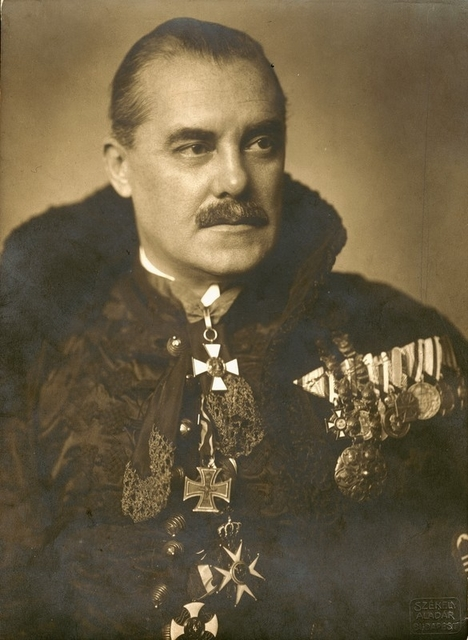
Kozma Miklós

Kozma Miklós elképzelései alapján 1921. április 28-án megalakult a Magyar Távirati Iroda Részvénytársaság. A cég 1922-ben megvette a Telefon Hírmondó Rt. részvénytöbbségét, majd elnyerte a rádióhírmondó szolgálat koncesszióját. Megalapította a Magyar Hirdető Iroda Rt.-t, a Magyar Filmiroda Rt.-t és a Magyar Országos Tudósító Rt.-t.
1944. március 19-én, az ország német megszállása során a németek az MTI és a Magyar Rádió épületét is ellenőrzésük alá vonták. Október 15-én a rádióban hangzott el, illetve írásban az MTI kiadásában jelent meg a kormányzó proklamációja, amelyben bejelentette Magyarország kilépését a háborúból.
A főváros ostroma után az MTI 1945. január 25-én kezdte meg újra munkáját. A távirati iroda élére a Budapesti Nemzeti Tanács már január 20-án Ortutay Gyula kisgazda politikust nevezte ki. 1945. augusztus 16-án a kormány a kommunista párt javaslatára „fasiszta hírközvetítő részvénytársaságoknak” minősítette az MTI-t és leányvállalatait, elkobozta vagyontárgyaikat, így gyakorlatilag államosította azokat.

### 1946–1995
A koalíciós korszakban az MTI formailag elsősorban kisgazda politikusok irányítása alatt állt. A gyakorlatban azonban a kommunista párt már a hatalom teljes átvétele előtt korlátlanul érvényesítette politikai befolyását a hírügynökség munkájában.
1950-ben a kormány szétválasztotta a Magyar Rádiót és az MTI-t, és döntött külön elhelyezésükről is. 1953-ban készült el új épülete a Naphegyen.
1956. március 27-én a Minisztertanács rendelettel beolvasztotta a Magyar Fotó Állami Vállalatot és annak több száz dolgozóját az MTI-be, aminek következtében jelentősen bővült az MTI fotószolgáltatása.

### 1996–2010
1996. december 19-én az Országgyűlés elfogadta a nemzeti hírügynökségről szóló 1996. évi CXXVII. törvényt, amely az MTI-t ismét részvénytársasággá alakította át. A tulajdonosi jogokat részben az Országgyűlés, részben a pártparitásos alapon megválasztott Tulajdonosi Tanácsadói Testület (TTT) gyakorolta. A jogszabály értelmében a részvénytársaság élén az elnök állt, akit öt évre a köztársasági elnök nevezett ki. A szakmai tevékenységet az általános szakmai alelnök vezette, a gazdasági terület irányítását a gazdasági alelnök látta el, a stratégiai alelnök a szolgáltatások fejlesztéséért, valamint a középtávú stratégiai tervezésért felelt. Mértékadó információs bázisként az MTI kiterjedt belföldi és külföldi tudósítói hálózattal rendelkezett. Az Adatbázisok és Archívumok igazgatóság az MTI, valamint jogelődjei által készített hírek, fotók és háttéranyagok gyűjtője, őrzője és szolgáltatója volt.

### 2010–2015
2010-ben a második Orbán-kormány által beterjesztett törvénycsomag és újrastrukturálási program jelentősen átalakította a magyar médiapiacot. A Magyar Távirati Iroda Zrt. nonprofit részvénytársasággá vált, az alapítói és a részvényesi jogokat nem az Országgyűlés és a Tulajdonosi Tanácsadó Testület, hanem a Közszolgálati Közalapítvány gyakorolja.[forrás?] Vagyonát a Médiaszolgáltatás-támogató és Vagyonkezelő Alap kezeli, a társadalmi felügyeletet a Közszolgálati Testület látja el. Az MTI-t vezérigazgató irányítja, akit a Médiatanács javaslata alapján a Közszolgálati Közalapítvány kuratóriuma nevez ki[forrás?].
Megalakult az MTI Hírcentrum, amely az összes közmédium hírellátását végzi.[forrás?] A klasszikus hírügynökségi anyagok mellett már az Magyar Televízió és a Duna Televízió Híradója, valamint a Magyar Rádió Krónikája is az MTI irányításával készül.[forrás?] 2011-ben megújult a hirado.hu weboldal is.
A hírügynökség végül 2015. július 1-jén beolvadt a Duna Médiaszolgáltató Nonprofit Zrt.-be. A Naphegy téri székház a Médiaszolgáltatás-támogató és Vagyonkezelő Alap tulajdonába került.

## Vezetői

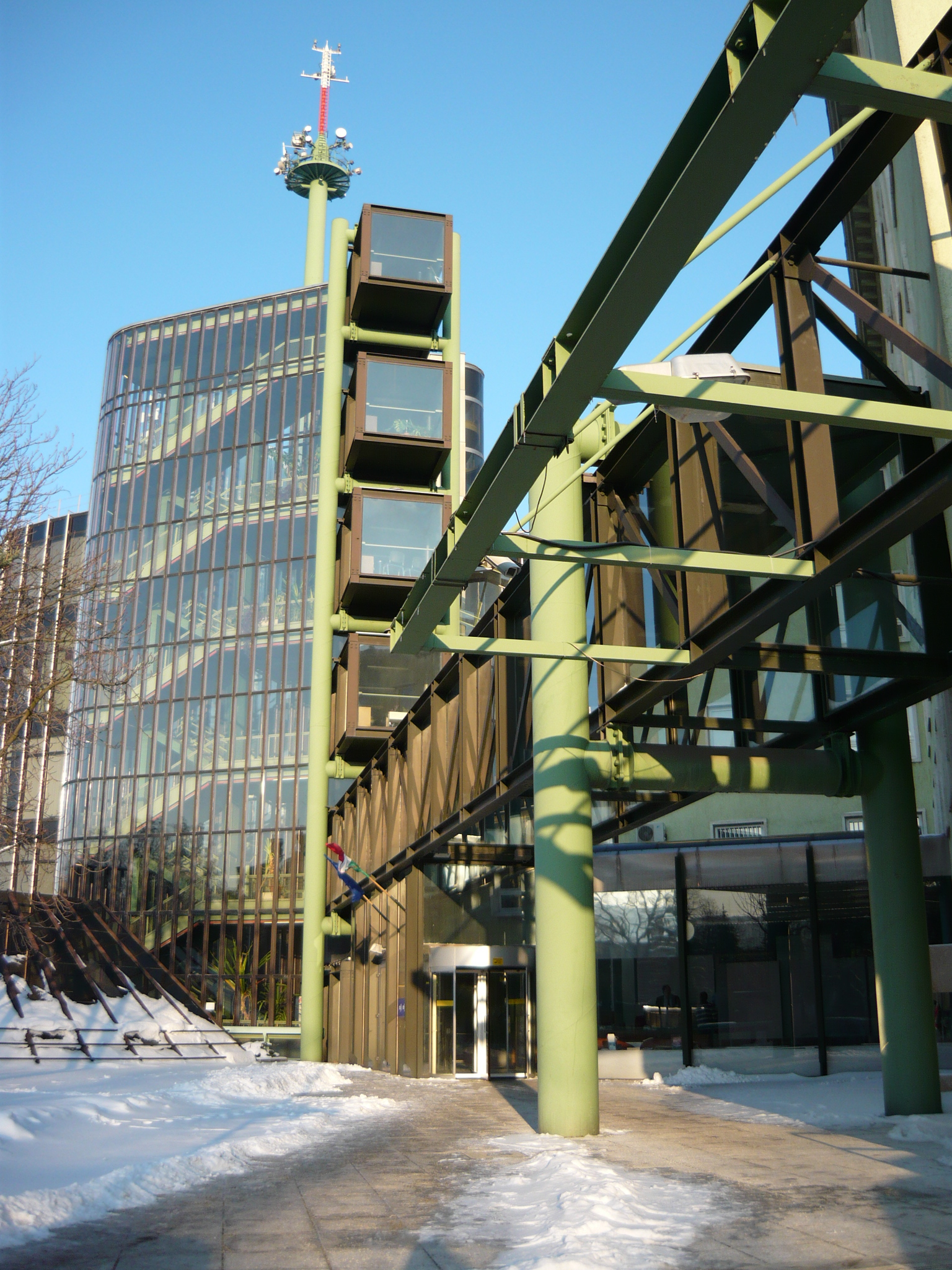
Az MTI főépülete Budapesten, a Naphegy téren

- Maszák Hugó és Egyesy Géza – alapító vezetők (1880–1897)
- Radó Sámuel – vezérigazgató (1898–1918)
- Fabró Henrik – elnök–főszerkesztő (1918–1919)
- Kozma Miklós – elnök–vezérigazgató (1920–1941)
- Náray Antal – vezérigazgató (1942–1944)
- Kolosváry-Borcsa Mihály – kormánybiztos (1944–1945)
- Ortutay Gyula – vezérigazgató (1945–1947)
- Barcs Sándor – vezérigazgató (1947–1980)
- Lakatos Ernő – vezérigazgató (1980–1982)
- Burján Sándor – vezérigazgató (1982–1989)
- Pálos Tamás – vezérigazgató (1989–1990)
- Oltványi Ottó – vezérigazgató (1990–1993)
- Alexa Károly – vezérigazgató (1993–1996)
- Tompa Gábor – elnök (1996–1997)[2]
- Dorogi Sándor – elnök (1997–2001)
- Langmár Ferenc – elnök (2001–2002)
- Vince Mátyás – elnök (2002–2010)
- Belénessy Csaba – vezérigazgató (2011–2012)
- Galambos István – vezérigazgató (2013. január 1. – 2013. november 14.)[3][4]
- Gazsó L. Ferenc – vezérigazgató (2013–2015)[4]

Amikor az MTI  önállósága 2015-ben megszűnt, a Duna Médiaszolgáltató részeként mint „MTI Igazgatóság” működött tovább, amit Gazsó L. Ferenc egészen 2017-es nyugdíjazásáig vezetett tovább.

## Tevékenysége

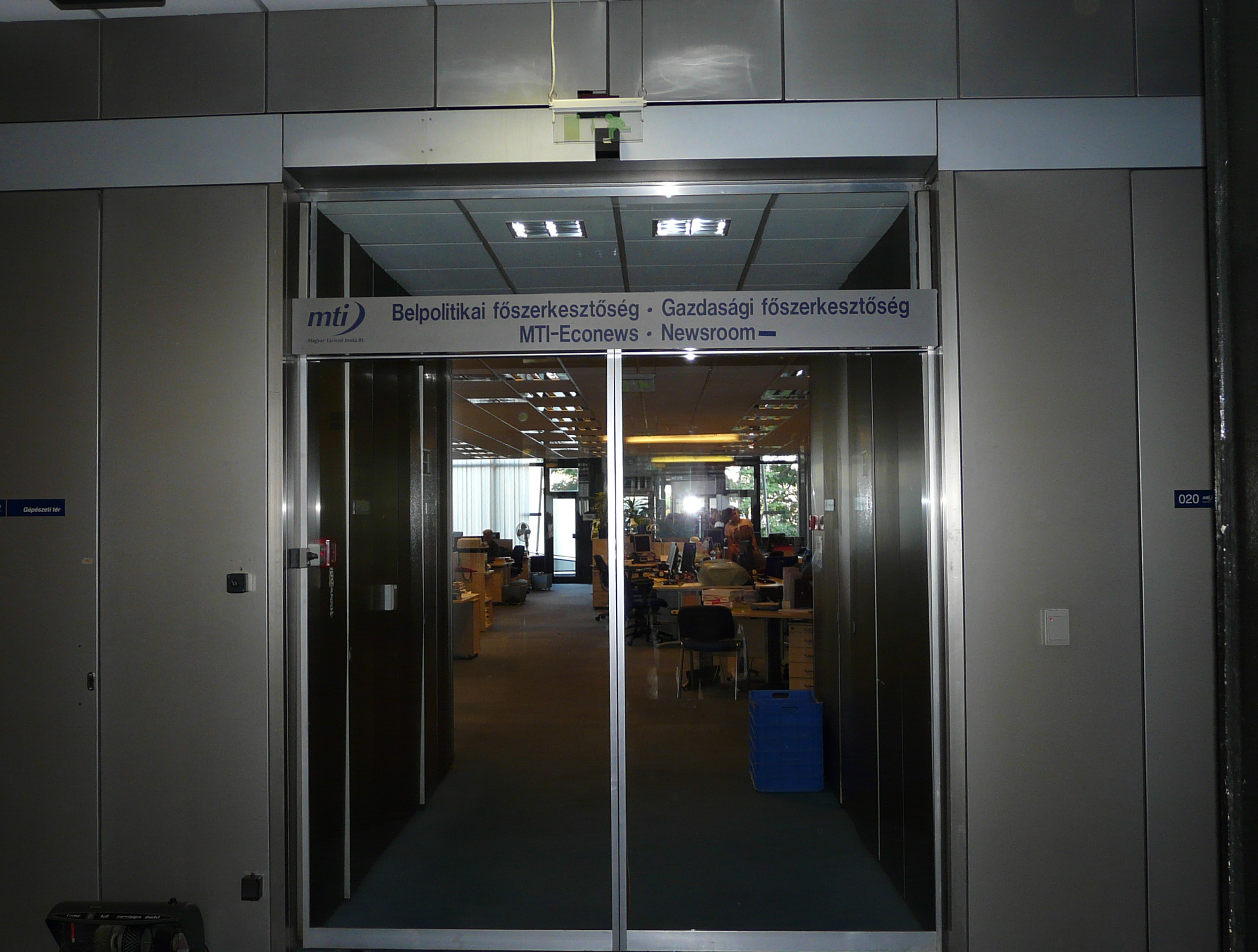
A hírszerkesztőségi terem (newsroom) bejárata

Az MTI az ország és a világ híreit szállította a megrendelőinek. Valamennyi megyében saját tudósítója volt. Naponta 500–600 hírt adtak ki. A hazai médiában páratlan méretű külföldi tudósítói hálózat a nap 24 órájában küldött beszámolókat a világból. Ezenkívül szerkesztőségeik tizenhárom hírügynökség öt nyelven adott anyagait dolgozzták fel. Ezek az MTI-s belföldi és nemzetközi híranyagok képezték az országban működő tévé- és rádióállomások, napi és hetilapok, valamint a portálok többségének hírszolgáltatási alapját.
Az MTI Fotószerkesztőségének munkatársai ott voltak az ország valamennyi jelentős politikai, kulturális és sporteseményén, hogy a legmodernebb digitális berendezésekkel örökítsék meg a megismételhetetlen pillanatokat.
A hírügynökség adatbázisaiban megtalálhatók voltak a korábbi híranyagok, mert teljes körűen archiválták a tartalmakat. Több mint kétmilliós magyar nyelvű és kétszázezres angol nyelvű híradatbázisuk, valamint Közép-Európa egyik legnagyobb, 13 millió felvételt tartalmazó fotótára volt a birtokukban, amelyet az MTVA vett át.
Az MTI európai uniós támogatással részt vett a MINDS projektben. E mobiltelefonos tartalmakat fejlesztő európai uniós projekt célja innovatív információszolgáltatások kifejlesztése mobileszközök számára, valamint műszaki és kereskedelmi szabványok kialakítása volt. Annak érdekében, hogy a mobil médiaszolgáltatások minél hamarabb elterjedhessenek, az MTI Zrt. együttműködött az európai média- és távközlési ipar élenjáró szereplőivel.

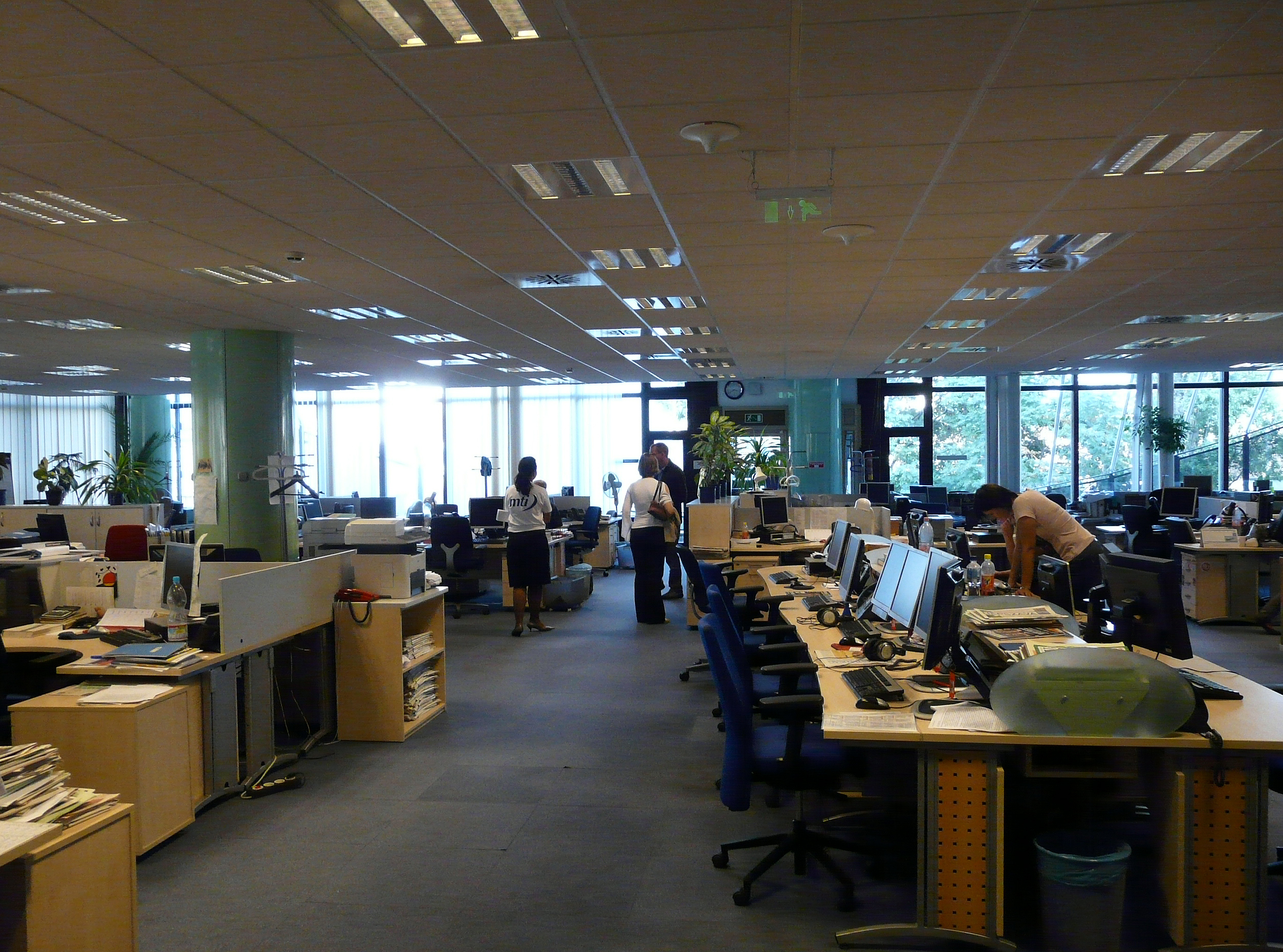
A hírszerkesztőségi terem (newsroom) egy szombati délután

### Szolgáltatások
Az MTI – közszolgálati alaptevékenysége mellett – teljes körű hír-, fotó- és grafikaszolgáltatást nyújt a köz- és kereskedelmi média, kormányzati intézményeknek és egyéb nonprofit szervezeteknek, az üzleti világ szereplőinek, valamint a nagyközönségnek. A vállalat tulajdonában van Magyarország legnagyobb fotó- és híradatbázisa. Partnerei részére 24 órás ügyfélszolgálat áll rendelkezésre.

## Archívumok
A Magyar Országos Tudósító (MOT) 1929 január 3 – 1944 június 1. között kiadott gépírásos anyagainak archívuma illetve az MTI eredeti anyagai kereshető formában megtekinthetők:
- Library Hungaricana
- MTVA Archívum

## Külső hivatkozások
- Az MTI előző honlapja
- Hivatalos honlap
- Az MTI 125 éves évfordulójának alkalmából készült oldal
- Szolgáltatások A-Z – MTI.hu